# Pico (Azoren)
Pico is een van de vulkaaneilanden van de Azoren. Het is het op een na grootste eiland van de archipel.
De vulkaan van het eiland Pico heeft een hoogte van 2351 meter en is daarmee niet alleen de hoogste berg van de Azoren en van het moederland Portugal, maar tegelijk van de hele Mid-Atlantische Rug. Hij verklaart ook de naam van het eiland, die 'bergpiek' betekent. De krater van de vulkaan Pico heeft een doorsnede van 700 meter en een diepte van 30 meter. De top van de vulkaan wordt gevormd door een kleinere berg met een hoogte van 100 meter, deze wordt in het Portugees Pico Pequeno of Piquinho (Picootje) genoemd. Het langwerpige eiland Pico heeft een lengte van 42 kilometer, is 15,2 kilometer breed en heeft een totale oppervlakte van 447 km². Een plateau met kleinere vulkanen en gestolde lava vormt steile kliffen in het lagere oostelijke deel van het eiland.

## Geschiedenis
Er zijn archeologische bewijzen dat er mensen op Pico woonden vóór de Portugezen.
Nadat er in de eerste helft van de 15de eeuw vee aan land was gebracht, begonnen Noord-Portugezen in 1460 de eerste nederzetting te bouwen. De eerste kapitein ofwel edelman was Alvaro de Ornelas, die het eiland niet echt belangrijk vond, waardoor het werd ingelijfd als gebiedsdeel van Faial. Al snel werd het eerste dorp gesticht, Lajes do Pico, gevolgd door São Roque do Pico in 1542. De bewoners hielden zich bezig met het verbouwen van tarwe en op kleine schaal met de teelt van wede voor de verfstof Indigo-blauw, die werd geëxporteerd naar Vlaanderen, maar de Vlamingen hadden meer interesse in verfstoffen van Faial. De bewoners van Pico begonnen met het verbouwen van druiven voor wijn en gingen vissen. Eeuwenlang veranderde er niets op het eiland, dat af en toe werd verstoord door een vulkaanuitbarsting, vooral in de 18de eeuw. In 1723 kreeg Madalena stadsrechten. Het werd een economisch belangrijk stadje, vanwege de haven met een verbinding met het eiland Faial en omdat het de woonplaats was van de vele wijngaardeigenaren uit de regio, die al veel wijn produceerde. Door hard werken werden de lavabedden veranderd in boom- en wijngaarden. De Verdelhowijn van Pico genoot gedurende tweehonderd jaar internationale faam. De wijn werd hoog gewaardeerd in vele landen, waaronder Engeland, Amerika en Rusland, waar hij zelfs door de tsaar werd gedronken. De druifluis en de echte meeldauwschimmel verwoestten in de 19de eeuw zo goed als alle wijngaarden. Het herstel ging langzaam, men moest beginnen met het kweken van nieuwe stekken. In de 18e eeuw werd op Pico door de aanwezigheid van Amerikaanse walvisvaarders in de wateren van de Azoren een nieuwe activiteit geïntroduceerd. Jagen op potvissen was jarenlang een belangrijke bron van inkomsten voor het eiland. Tegenwoordig is Pico economisch goed ontwikkeld, voornamelijk sinds de bouw van een nieuwe haven en een vliegveld.

## Werelderfgoed
987 hectare van het wijngaardenlandschap van Pico staat op de Werelderfgoedlijst van UNESCO. De wijngaarden bestaan uit duizenden kleine rechthoekige stukjes land, die ommuurd zijn. De muren lopen parallel aan de rotskust en beschermen de wijnranken tegen de wind en het zeewater. Al in de 15e eeuw begonnen de eerste kolonisten in moeilijke omgevingsomstandigheden met deze manier van wijnbouw. Op Pico is dit landschap bewaard gebleven.

## Cultuur
Heilige Maria Magdalena-festival is een religieus en profaan evenement om de gemeentelijke beschermheilige te eren. Er zijn muziekoptreden, sport- en culturele activiteiten. Het festival is in gemeente Madalena van 20 tot 23 juli.
De Walvisvangstweek is een evenement dat mensen laat terugkijken naar de walvisvangst, dat vele jaren een economische hoofdactiviteit was op de Azoren. Het is een eerbetoon voor iedereen die daaraan heeft deelgenomen. Het festival is in gemeente Lajes do Pico van 20 en 26 augustus.
Het Bom Jesus Milagroso-festival is een religieus evenement met grote betekenis op de eilanden in het midden van de archipel en in het dorp São Mateus do Pico. Tijdens een periode van drie dagen, wordt het beeld van “Senhor do Bom Jesus Milagroso” door veel mensen, pelgrims die allemaal naar dit dorp gaan, geëerd. Mensen komen van alle eilanden, ook vele emigranten komen hiervoor terug. Het festival is in de gemeenten São Mateus en Madalena op 6 augustus.
Het festival voor De Heilige Geest wordt op alle eilanden van de Azoren gevierd en verschilt van eiland tot eiland en van dorp tot dorp. Elk eiland, elk dorpje heeft zijn eigen kapel, de zogenaamde “Império” met zijn eigen broederschap. Het wordt gehouden van mei tot september, met speciale nadruk op de zevende zondag na Pasen.
- Gemeinsame Normdatei: 4443762-6
- Nationale Bibliotheek van Israël: 987007534617705171
- Virtual International Authority File: 249382329

Corvo · Flores · Faial · Pico · São Jorge · Graciosa · Terceira · São Miguel · Santa Maria
Wijnstreek Alto Douro · Stadscentrum van Angra do Heroismo op de Azoren · Klooster van Batalha · Convent van Christus in Tomar · Cultuurlandschap van Sintra · Historisch centrum van Évora · Historisch centrum van Guimarães · Landschap van de wijncultuur op het eiland Pico · Laurisilva van Madeira · Klooster van Alcobaça · Hiëronymietenklooster en toren van Belém in Lissabon · Historisch centrum van Porto · Prehistorische rotskunst in de Côavallei · de stad Elvas en haar verdedigingswerken · Universiteit van Coimbra - Alta en Sofia · Koninklijk gebouw van Mafra: paleis, basiliek, klooster, Cerco-tuin en jachtpark (Tapada) · Bom Jesus do Monte-heiligdom in Braga